# 穆萨·加里
穆薩·加里（發音[muˈsɑ ʑæˈlil]；Jaŋalif：Musa Çəlil；西里爾字母：Муса Җәлил；全名：穆薩·穆斯塔法·烏勒·加里列夫，西里爾字母：Муса Мостафа улы Җәлилев；俄语： muˈsɑ dʒæˈlil；1906年2月15日—1944年8月25日）是一个蘇聯的韃靼詩人和抵抗戰士。他是蘇聯唯一同時被授予蘇聯英雄獎與列寧獎的詩人。授予蘇聯英雄獎是因為他的抵抗戰鬥，而列寧獎則是因為其創作的《莫阿比特之書》，因此在他死後授予他這兩個獎項。

## 作品
| 1929年    | Iptäşkä（致同志）        |
| 1934年    | Ordenlı millionnar       |
| 1935-1941 | Altınçäç                 |
| 1940年    | Xat taşuçı（郵差）       |
| 1940年    | Ildar（歌劇劇本）        |
| 1943年    | Tupçı antı（炮兵的誓言） |